# 보디가드 (2003년 드라마)
《보디가드》는 2003년 7월 5일부터 9월 14일까지 방영된 한국방송공사 주말연속극이다.

## 기획 의도
젊은이들 사이에 급부상하고 있는 보디가드의 세계관을 연출하여, 보디가드로서의 사명감을 완수하는 젊은이들의 사랑과 우정을 통해서, 나약하게만 느껴지는 우리 시대의 젊은이들이 정정당당하고 뜨겁게 살아가는지를 다각적인 시선으로 바라보는 청춘 드라마.

## 등장 인물

### 주요 인물
- 차승원 : 홍경탁(30세) 역 - 최종학력 고졸, 경호업체 취직
- 임은경 : 김나영(20세) 역 - 여고 졸업, 경탁 부의 가게에서 일함
- 한고은 : 박유진(27세) 역 - 신애의 보디가드

### 주변 인물
- 송일국 : 한성수(29세) 역 - 사설경호업체 사장
- 이세은 : 한신애(23세) 역 - 성수의 여동생, 모델
- 이원종 : 방만복(34세) 역 - 현직 형사, 경탁의 절친한 선배, 태성의 군 동기
- 백일섭 : 경탁 부(50대 후반) 역 - 홍탁네 감자탕집 운영
- 박정수 : 경탁 모(50대 초반) 역 - 홍탁네 감자탕집 운영
- 장세진 : 최태성(34세) 역 - 전직 대통령 경호실 출신
- 김영옥 : 나영의 외조모(60대 초반) 역
- 윤용현 : 유성(28세) 역 - 경탁의 동네 후배
- 김영준 : 세준(23세) 역 - 경탁의 동네 후배, 컴퓨터 도사
- 마야 : 홍경미(20세) 역 - 경탁의 여동생, 나영의 친구
- 이주석 : 윤식 역 - 신애의 보디가드
- 임주완 : 이용철 역 - 성수의 심복

### 그 외 인물
- 신충식 : 한태웅 역 - 성수의 아버지, 서울그룹 회장
- 신귀식 : 김문석 역 - 나영의 아버지, 국민당 국회의원
- 김흥국 : 카메오 역
- 신정환 : 소매치기 역
- 현빈 : 한신애의 스토커 역
- 임채무 : 정원익 역 - 국회의원, 대통령 후보
- 정주은
- 공재원
- 홍승모
- 한춘일
- 최윤준
- 구중림
- 최은석
- 이영진
- 전원주
- 송금식
- 홍여진

## 수상 경력
- 2003년 KBS 연기대상 남자 최우수상, 남자 인기상 차승원
- 2003년 KBS 연기대상 여자 인기상 한고은
- 2003년 KBS 연기대상 여자 신인상 마야

## OST
2003년 7월 25일에 발매된 《보디가드 OST》는 마야, 심신, 명인희, 이민영, 제아 등이 참여하였다.
1. Cool 하게
2. 사랑은 아름답죠 - 명인희
3. 그날 이후로 - 이민영
4. 사랑한다고 말했잖아요 - 제아
5. You're My Hero
6. 쿨~하게! (Rap By 터틀맨&지이) - 마야
7. It's In The Bag
8. Tonight 날려버려~
9. 그대만 바라보면 - 이민영
10. Cool 하게
11. 쿨~하게! (Latin Ver.) - 심신
12. Hi-Five!!
13. Fuerza De La Gravedad
14. Cool 하게
15. Enamorate De Mi
16. 사랑은 아름답죠 (inst.)
17. 쿨~하게! (inst.)
18. Spanish Fly (inst.)

## 참고 사항
- 수목극으로 기획될 당시 줄거리는 청와대 경호실 소속의 소위 '잘 나가는' 경호원이 우여곡절을 겪는 내용이었지만, 출연진 중의 한 명인 차승원이 "소소하지만 사실적인 이야기 거리가 필요하다. 그것이 주말드라마가 15~16세 위주의 미니시리즈와 다른 점이다"라 말하며 대본의 긴급 수정을 제안하여 결국 성공 스토리로 변경됐다.
- 홍경탁 역은 당초 주진모가 낙점됐으나 개인사정으로 포기하였고 차승원이 맡게 되었다. 또한 차승원이 3년만에 TV 드라마에 출연하게 된 경우이기도 하다.[1]
- 임은경이 맡았던 나영 역은 당초 명세빈이 낙점됐으나 일간스포츠 장중호 사장과의 결혼설[2] 탓인지 출연을 포기했다.
- 나영 역으로 낙점된 김민도 한국-중국 합작드라마 <독행시위> 녹화 스케줄과 겹쳐 출연을 포기하자 우여곡절 끝에 한고은이 낙점되었고 배역명도 유진으로 변경됐다.
- 당초 <완벽한 남자를 만나는 방법>에서 KBS 드라마본부의 전기상 PD와 호흡을 맞추었던 박예랑이 집필을 맡을 예정이었으나 담당 PD 전기상이 주진모와 김민을 주역으로 낙점시키자, 박예랑 작가는 하차하였다. 하지만 주진모와 김민은 하차를 선택했다.
- 주인공이 술집 사장에게 마구잡이로 폭력을 휘두르는 장면, 부모가 경영하는 식당에서 손님의 행동이 마음에 들지 않는다는 이유로 완력을 동원해 손님을 위협하는 장면 등 지나친 폭력 남발로 인해 비난을 받았다.[3]
- 30% 중반의 시청률을 기록하며 흥행하였고[4] 인기에 힘입어 연장설이 있었으나 연기자들의 반발로 무산된 바 있었다.
- KBS 드라마본부의 담당 PD인 전기상은 <보디가드>에 앞서 중국정통 올로케 무협드라마 <사대신검>의 연출자로 낙점됐지만 공동 제작사 측에서 제작비 지원에 난색을 표명하여 무산된 바 있었다.

## 동일 소재 드라마
- 열혈사제 (SBS 금토드라마)
- 모범택시 (SBS 금토드라마)